# 維滕湖
54°23′9″N 9°45′33″E / 54.38583°N 9.75917°E

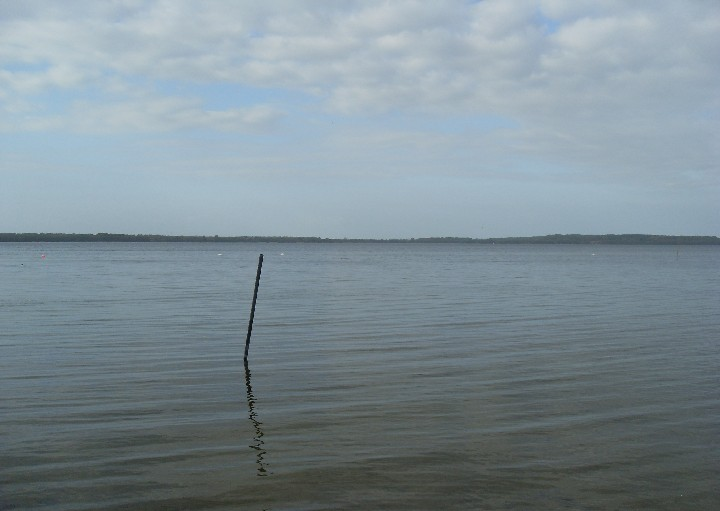

維滕湖（德語：Wittensee），是德國的湖泊，位於該國北部石勒蘇益格-荷爾斯泰因州，由倫茨堡-埃肯弗德縣負責管轄，長4.9公里、寬2.6公里，面積9.9平方公里，海拔高度4米，平均水深9.9米，最大水深20.5米，水體容量9,780萬立方米，湖岸線長度15公里。